# Gefechte bei Uettingen
Dermbach/Rossdorf/Zella/Wiesenthal – Kissingen/Hammelburg – Laufach/Frohnhofen – Aschaffenburg – Hundheim – Tauberbischofsheim – Werbach – Helmstadt/Uettingen – Gerchsheim – Uettingen/Roßbrunn/Hettstadt
Bei den Gefechten bei Uettingen handelt es sich um eine Serie von Gefechten des Deutschen Krieges am 25. und 26. Juli 1866, die zwischen Preußen und der deutschen Bundesarmee, bestehend aus süddeutschen und österreichischen Truppen, ausgetragen wurden. 
Auf der Hochebene zwischen Tauber und Main wurden die Bundestruppen am 25. und 26. Juli in einer Reihe einzelner, lange hin- und herschwankender Gefechte um Uettingen, Helmstadt und Roßbrunn abermals zurückgedrängt. Nach dem preußischen Bombardement der bayerischen Truppen in der Festung Marienberg bei Würzburg tags darauf kam eine örtliche Waffenruhe zustande, der am 2. August der allgemeine Waffenstillstand folgte.

## Beteiligte Bayerische Verbände
Auf bayerischer Seite waren an den Gefechten beteiligt:
- 5. Jäger-Bataillon,
- 1., 2. und 3. Bataillon des 11. (Infanterie-)Regiments,
- 1., 2. und 3. Bataillon des 15. (Infanterie-)Regiments,
- 1. Jäger-Bataillon,
- 1. und 3. Bataillon des 6. Regiments,
- 1. und 2. Bataillon des 14. Regiments,
- 1. Bataillon des 8. Regiments,
- 2. Chevaulegers-Regiment,
- 6-Pfünder-Batterie Lottersberg,
- 12-Pfünder-Batterie Schuster,
- 2. Jäger-Bataillon,
- 2. Bataillon des Leibregiments,
- 2. und 3. Bataillon des 1. Regiments,
- 1., 2. und 3. Bataillon des 2. Regiments,
- 4. Jäger-Bataillon,
- 2. und 3. Bataillon des 8. Regiments,
- 6-Pfünder-Batterie Hutten,
- 12-Pfünder-Batterie Mussinau,
- 12-Pfünder-Batterie Schropp,
- 3. Jäger-Bataillon,
- 1., 2. und 3. Bataillon des 7. Regiments,
- 1., 2. und 3. Bataillon des 10. Regiments,
- 6-Pfünder-Batterie Zeller,
- 6-Pfünder-Batterie Girl,
- 6-Pfünder-Batterie Redenbacher,
- 12-Pfünder-Batterie Gramich,
- 3. Bataillon des 13. Regiments,
- 6-Pfünder-Batterie Kriebel,
- 4. Chevaulegers-Regiment.

Zwei der Geschütze mussten schließlich bei Uettingen zurückgelassen werden.

## Gründe der Niederlage
Schon der Oberbefehlshaber des VIII. Bundesarmeecorps, Alexander von Hessen-Darmstadt, hatte in seinem Feldzugsjournal 1867 die Gründe in der mangelnden Rüstung und der langen Mobilmachung gesehen, darüber hinaus hatte er das lange Aussetzen von Manövern und den uneinheitlichen Willen der Verbündeten angeprangert. Auch der spätere Prinzregent Luitpold von Bayern hatte sich ähnlich geäußert. 
1869 schrieb das österreichische Generalstabsbüro für Kriegsgeschichte zu den Kämpfen in Hettstadt und Uettingen: „Bayerischerseits verfügte man, wie schon früher angegeben, über eine genügende Macht in jener Gegend, um den Gegner abzuweisen. Doch Mangel an einer einheitlichen Leitung – die Truppen waren von verschiedenen Divisionen und Brigaden und Niemand übernahm den Befehl – war Ursache, dass auch hier die Preussen keinen ernstlichen Widerstand fanden.“ Von einer angeblichen technischen Rückständigkeit der bayerischen Truppen ist zu dieser Zeit keine Rede.

## Gedenksteine
Noch im Jahr 1866 sorgte der Johanniter-Ritter August Ferdinand von Leesen für die Einrichtung eines Friedhofs für die Gefallenen. Bis 1872 wurden hier die verstreut begrabenen Leichen der Gefallenen beider Seiten zusammengeführt.

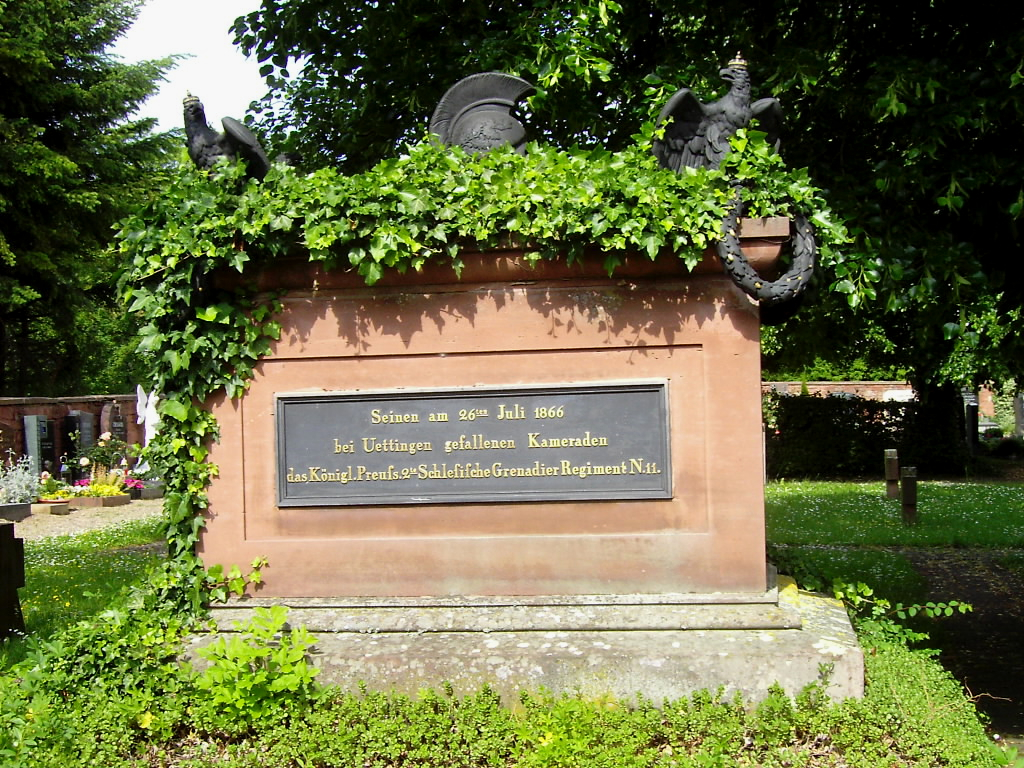
Denkmal für die Gefallenen des Königlich-preußischen Grenadier-Regiments Nr. 11 (2. Schlesisches) auf dem Friedhof zu Uettingen

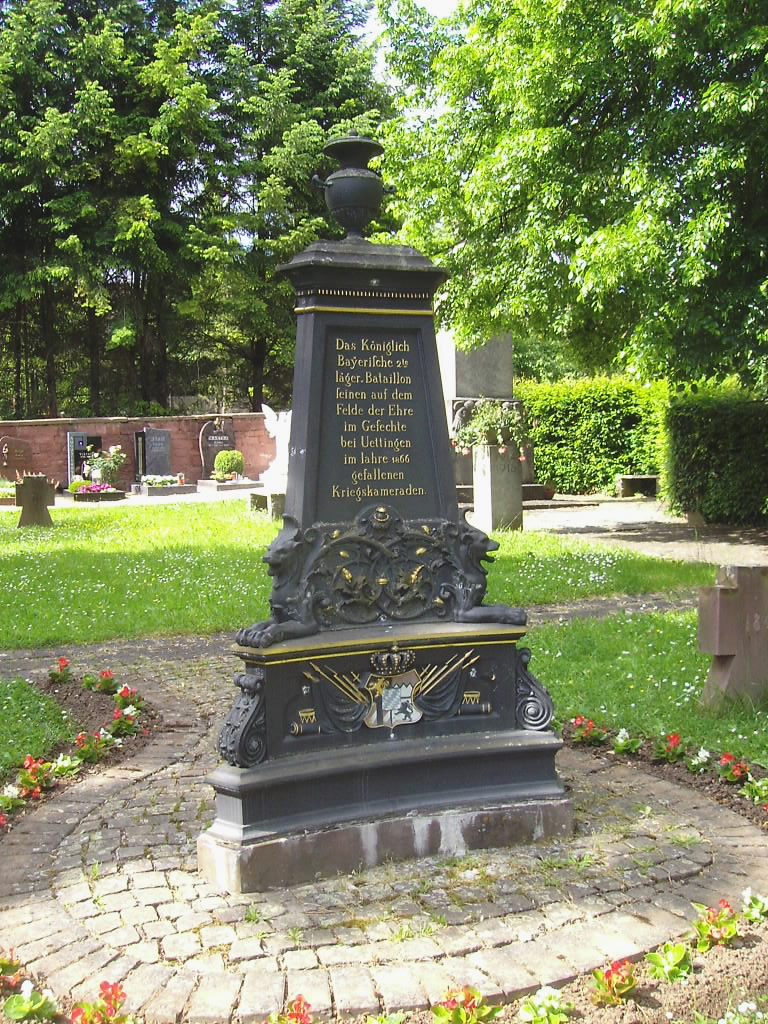
Denkmal für die Gefallenen des Königlich-bayerischen 2. Jägerbataillons auf dem Friedhof zu Uettingen
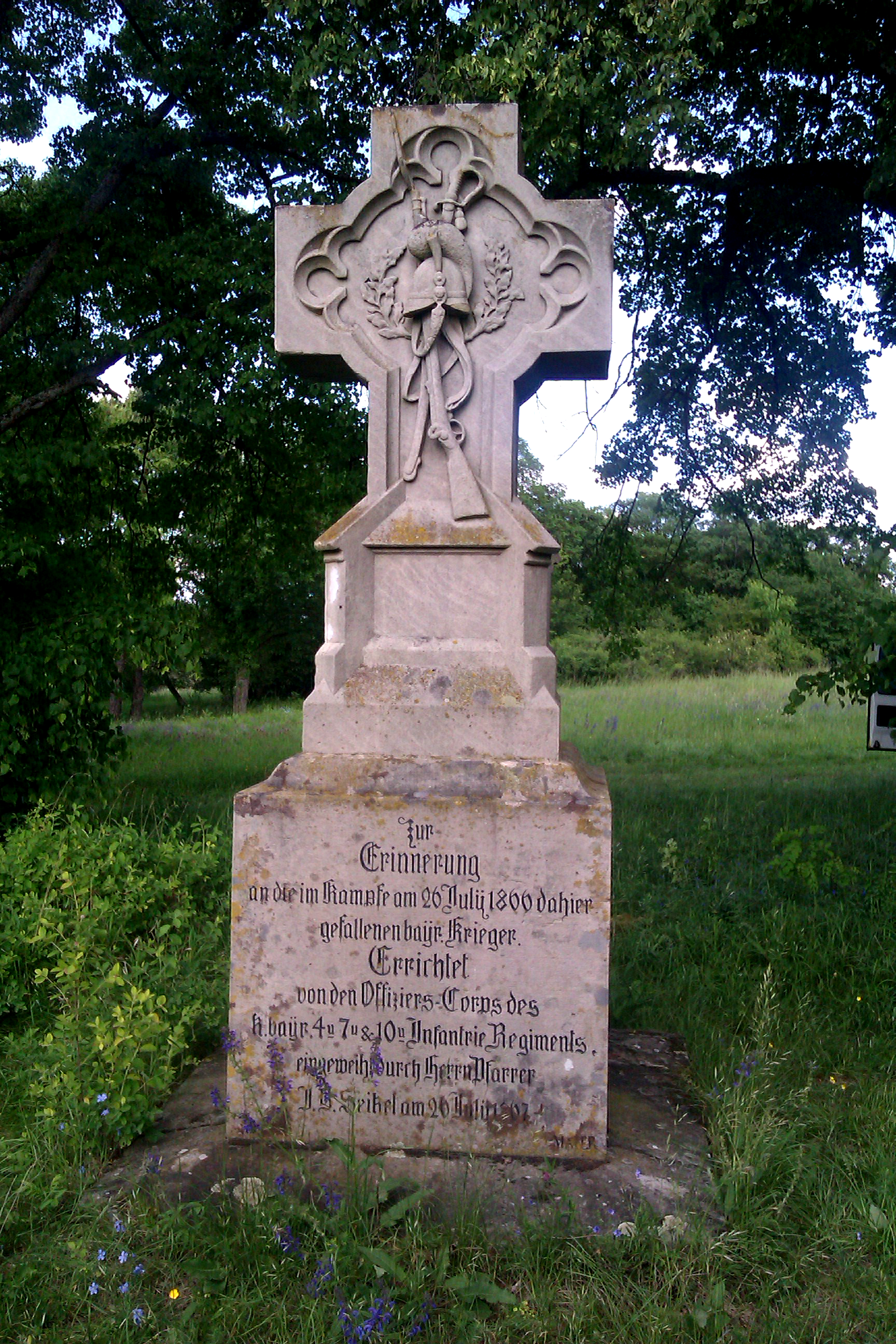
Denkmal für die Gefallenen der Königlich-bayerischen Infanterie-Regimenter 4, 7 und 10 auf dem Vogelsberg in Roßbrunn (Waldbüttelbrunn)